# خاطره‌های جنگ انقلابی کوبا
خاطراتی از جنگ انقلابی کوبا، کتابی است از زندگینامه انقلابی مارکسیست، چه گوارا، در مورد تجارب وی در دوران انقلاب کوبا (1956 تا 1958) برای سرنگونی دیکتاتوری فولخنثیو باتیستا ثالدیوار.
فیلم بیوگرافی چه با بازی بنیسیو دل تورو تا حدودی بر اساس این کتاب است.